# Інститут Івана Франка НАН України

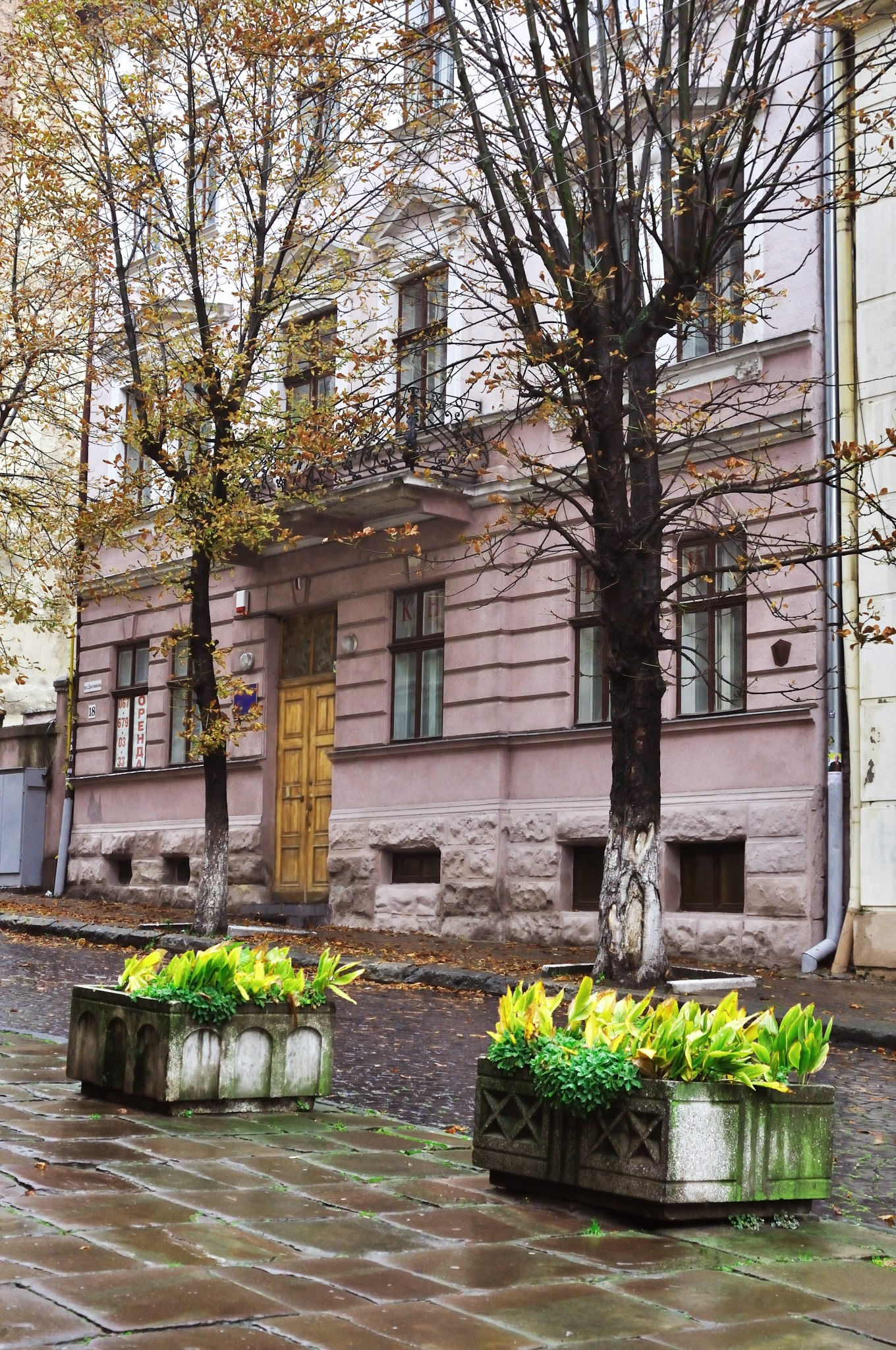
Будівля Інституту Івана Франка НАН України на вулиці Драгоманова, 18 у Львові.

Інститут Івана Франка Національної академії наук України  — літературознавча академічна науково-дослідна установа, Утворена на базі Львівського відділення Інституту літератури ім. Т.Г. Шевченка НАН України відповідно до постанови Президії НАН України № 114 від 13 квітня 2011 року. Інститут — установа широкого профілю, яка представляє академічне літературознавство у Львові. Пріоритетний напрямок діяльності — франкознавство. Крім цього, розвиваються й інші напрямки: шевченкознавство, кулішезнавство, славістика, германістика, теоретико-літературні та компаративістичні дослідження, вивчення літературного процесу в Галичині від «Руської Трійці» до «Молодої Музи», української еміграційної літератури, інших творчих індивідуальностей, проблеми поезієзнавства, літературна критика.

## Структура, працівники
- д-р Євген Нахлік — директор
- д-р Алла Швець — заступник директора з наукової роботи
- Микола Легкий — завідувач відділу франкознавства
- д-р Іван Лучук — старший науковий співробітник відділу літературного процесу та компаративістики

## Публікації
Серед найважливіших видань установи варто назвати такі:
- Франківська енциклопедія : в 7 т. / редкол.: М. Жулинський, Є. Нахлік, А. Швець та ін. — Львів : Світ, 2016. — Т. 1 : А — Ж / наук. ред. і упоряд. Є. Нахлік ; передмова М. Жулинський, Є. Нахлік. — 680 с. — ISBN 978-966-914-034-0.
- Франківська енциклопедія / редкол.: М. Жулинський — голова, Є. Нахлік — заступник голови, М. Легкий, А. Швець та ін. ; НАН України. Ін-т Івана Франка ; Ін-т л-ри ім. Т. Г. Шевченка. Львів : Світ, 2024. Т. 2 : З–Кузеля. Серія : Іван Франко і нова українська література. Попередники та сучасники : у чотирьох томах / Наук. ред. і упоряд. Є. Нахлік. 912 с.

- Франко І. Додаткові томи до Зібрання творів у п'ятдесяти томах / редкол.: М. Г. Жулинський (голова), Є. К. Нахлік (заст. голови) та ін. — К.: Наук. думка, 2011. — Т. 54: Літературознавчі, фольклористичні, етнографічні та публіцистичні праці. 1896—1916 / ред. тому Є. К. Нахлік; упорядкув. та коментарі М. З. Легкого, О. Б. Луцишин, М. О. Мороза, Є. К. Нахліка, О. М. Нахлік, Б. С. Тихолоза, Н. Б. Тихолоз, Н. Є. Тодчук, О. О. Федорука, А. Д. Франка, О. О. Франко, Л. Б. Цибенко, Г. З. Чопика, А. І. Швець. — 1216 с.
- Іван Франко: Тексти. Факти. Інтерпретації: зб. наук. праць / редкол.: М. Жулинський (голова) та ін.; відп. і літ. ред. та упоряд. Є. Нахлік. — К., Львів, 2011. — Вип. І: Огляди. Статті. Твори. Листування. Спогади. Бібліографія. — 439 с.
- Мельник О. Модерністський феномен Михайла Яцкова: канон та інтерпретація. — К.: Наукова думка, 2011. (Молоді вчені).
- Дронь К. Міфологізм у художній прозі Івана Франка (імагологічний аспект). — К.: Наукова думка, 2013. — 240 с. (Проект «Наукова книга (Молоді вчені)»).
- Нахлік Є. К. «І мертвим, і живим, і ненарожденним», і самому собі: Шевченкове ословлення минулого, сучасного й майбутнього та власної екзистенції. ‒ Львів, 2014. ‒ 471 с.: іл. (Серія «Літературознавчі студії» ; Вип. 20).
- Нахлік Є. Перелицьований світ Івана Котляревського: текст ‒ інтертекст ‒ контекст. ‒ Львів, 2015. ‒ 543 с. (Серія «Літературознавчі студії» ; вип. 21).
- Неборак В. Лексикон А. Г. ‒ Івано-Франківськ: Лілея‒НВ, 2015. ‒ 576 с. (Серія «Літературна критика і есеїстика»; вип. 3).
- Лучук І. Зловити дятла: вибрана есеїстка та письменницька критика. ‒ Львів, 2015. ‒ 320 с. (Серія «Літературна критика й есеїстика»; вип. 5).
- Лапій М. Психологічний пейзаж у прозі Івана Франка та «Молодої Музи»: Семантика й поетика. — К.: Наукова думка, 2016. — 275 с. (Проект «Наукова книга» (Молоді вчені)).
- Мороз М. Літопис життя і творчості Івана Франка: у 3 т. / авт. передм. М. Жулинський, М. Шалата; [редкол: М. Жулинський (голова) та ін.]; Інститут літератури ім. Т. Г. Шевченка НАН України, Інститут Івана Франка НАН України, Інститут франкознавства Дрогобицького державного педагогічного університету ім. І. Франка. — Львів: АРТОС, 2016. — Т. 1: 1856—1886 / наук. ред. Г. Бурлака. — 572 с.
- Мороз М. Літопис життя і творчості Івана Франка: у 3 т. / авт. передм. М. Жулинський, М. Шалата; [редкол: М. Жулинський (голова) та ін.]; Інститут літератури ім. Т. Г. Шевченка НАН України, Інститут Івана Франка НАН України, Інститут франкознавства Дрогобицького державного педагогічного університету ім. І. Франка. — Львів: АРТОС, 2016. — Т. 2: На вершинах (1887—1899) / наук. ред. О. Луцишин. — 692 с.
- Неборак В. Іван Франко: вершини і низини (інтерпретації вибраних віршів, циклів і поем зі збірки «З вершин і низин»). — Львів: Видавництво Львівської політехніки, 2016. — 224 с. (Франкознавча серія; Вип. 15).
- Мороз М. Літопис життя і творчості Івана Франка: у 3 т. / авт. передм. М. Жулинський, М. Шалата; [редкол: М. Жулинський (голова) та ін.]; Інститут літератури ім. Т. Г. Шевченка НАН України, Інститут Івана Франка НАН України, Інститут франкознавства Дрогобицького державного педагогічного університету ім. І. Франка. — Львів: АРТОС, 2017. — Т. 3: 1900—1916 / наук. ред. Є. Пшеничний. — 488 с.
- Швець А. Жінка з хистом Аріадни: Життєвий світ Наталії Кобринської в генераційному, світоглядному і творчому вимірах: монографія / Інститут Івана Франка НАН України, Лекторій СУА з жіночих студій УКУ, ВГО «Союз Українок». Львів, 2018. — 752 с. (Серія «Літературознавчі студії» ; вип. 23).
- Ворок Х. Поетика сновидінь у прозі Івана Франка. — К.: Наукова думка, 2018. — 256 с. (Проект «Наукова книга» (Молоді вчені)).
- Салій О. «Сей край невичерпаної красоти»: гуцульський текст в українській художній прозі кінця XIX — початку XX століття. — К.: Наукова думка, 2018. — 325 с. (Проект «Наукова книга» (Молоді вчені)).
- Нахлік Є. Перипетії з приват-доцентурою Івана Франка у Львівському та Чернівецькому університетах. — Львів, 2018. — 172 с. («Франкознавча серія». Випуск 16).
- Нахлік Є. Віражі Франкового духу: Світогляд. Ідеологія. Література. — К.: Наукова думка, 2019. — 638 с.: 16 с. іл. (Проект «Наукова книга»).
- Нахлік Є. Іван Котляревський у рецепції Івана Франка: До 250-річчя від дня народження першого класика нової української літератури. — Львів, 2019. — 191 [1] с.: іл. (Серія «Іван Франко і діячі української культури, науки та мистецтва» (ХІХ — початок ХХ століття). Випуск І).
- Шмега К. Дискурс маскулінності у прозі Івана Франка / наук. ред. А. Швець ; Інститут Івана Франка НАН України. Київ: Наукова думка, 2022. 230 с. Проєкт «Наукова книга» (Молоді вчені).
- Творець нового культурного українства: Михайло Павлик. До 170-річчя від дня народження : колективна монографія / відп. ред. А. Швець ; наук. ред. М. Котик-Чубінська, О. Салій ; Інститут Івана Франка НАН України ; Департамент освіти і науки Львівської обласної державної адміністрації ; Управління інформаційної діяльності та комунікацій з громадськістю Івано-Франківської обласної державної адміністрації. — Львів ; Івано-Франківськ, 2023. — 280 + 12 c. іл. вкл.
- «В імені нашої національної єдности»: авторські голоси альманаху «Перший вінок» : колективна монографія / за наук. ред. А. Швець ; передм. А. Швець ;  редкол.: Є. Нахлік (гол.) та ін. ; відповід. ред. М. Лапій, І. Горошко. — Львів, 2024. — 236 с. — (Серія «Літературознавчі студії» ; вип. 28).